# Flyer (Schiff)
Flyer (auch bekannt unter dem Namen Alaska Eagle 1981–2013) ist eine 65-Fuß Hochsee-Rennyacht für weltweite Fahrt, gefertigt aus Aluminium als Einzelbau bei der niederländischen Werft Royal Huisman. Die als Ketsch geriggte Yacht wurde von dem seit den 1930er Jahren sehr erfolgreiche New Yorker Yachtdesignbüro Sparkman & Stephens (S&S) nach den Wünschen des Eigners Cornelis van Rietschoten für die Teilnahme am zweiten Whitbread Round the World Race 1977–1978 (heute: The Ocean Race) entworfen. Sie hatte die Segelnummer H 2398.

## Konstruktion
Van Rietschoten hatte sich an die amerikanischen Yacht-Konstrukteure S&S gewandt, um eine modernere Version der im ersten Whitbread Round the World Race 1973–1974 siegreichen Swan 65-Serienyacht Sayula II unter Skipper Ramon Carlin aus Mexiko zu bekommen. Die finnische Werft Nautor’s Swan hatte die von Sparkman & Stephens entworfene Sayula II gebaut. Die neue Yacht Flyer sollte ebenfalls eine 65-Fuß-Ketsch (19,80 m) werden, aber mit einer längeren Wasserlinie und mehr Segelfläche, um sie schneller zu machen. Als Ketsch hatte sie zwei Masten, einen 26 m hohen Großmast und einen 19,90 m hohen Besanmast.

### Charaktereigenschaften
- Rumpffarbe: dunkelblau (1977–1979), weiß (seit 1981)
- Segelnummer: H 2398 (1977) – US 59707 (1981–2014) – H 2398 (seit 2014)
- Rennformel nach IOR (International Offshore Rule): 1977: 48,4 Fuß, 1981–2014: 49,9 Fuß.
- Verdrängung: 25.084 Tonnen (1977) – 25.174 Tonnen (1981).
- Tiefgang: 3,05 m (1977) – 3,23 m (1981).

### Schiffsrumpf
Sparkman & Stephens entwarfen eine Yacht, bei der die Kombination aus Seetüchtigkeit und Geschwindigkeit höchste Priorität hatte. Sie wurde konstruiert und gebaut aus geschweißtem Aluminium in Marinequalität für höchste Festigkeit und einfache Wartung. Der Schiffsrumpf hatte eine Dicke von 6,35 mm (1/4 Zoll). Die Rumpf-Platten wurden zum Bug und Heck hin dicker auf bis 8 bis 9,5 mm, ebenso zum Flossenkiel auf bis zu 13 mm. In den Kiel kam ein Bleiballast von 11,34 Tonnen (25.000 lbs).

### Takelage und Segel

Die Entwicklung der „Flyer“ zur „Alaska Eagle“ (für eine Zeit von 30 Jahren als Slup getakelt), bevor sie 2014 beim Refit wieder ihr ursprüngliches Ketsch-Rigg erhielt.

- 1977: Ketsch-Takelage: Die Yacht läuft mit Ketsch-Rigg vom Stapel, um das Manövrieren unter Segeln zu vereinfachen. Es gibt bis zu 41 Segel an Bord der „Flyer“. Sie werden bei jedem Zwischenstopp entsprechend der geplanten Route und den zu erwartenden Wetterbedingungen ausgewählt und unter Deck gestaut.

- 1981: Slup-Takelage: Im Jahr 1981 wurde das Schiff in den Vereinigten Staaten in „Alaska Eagle“ umbenannt, es wurde für die Teilnahme an dem dritten Whitbread Round the World Race 1981–1982 modifiziert und zur Slup umgebaut. Laut Brian Hancock, einem Mitglied der Crew der „Alaska Eagle“, hatte diese Änderung jedoch mit der Verringerung der Segelfläche und der Erhöhung der Bewertung von 48,4 Fuß auf 49,9 Fuß IOR die Leistung eher beeinträchtigt.

### Kajüte und Kojen
Flyer war so konstruiert, dass eine Schiffsbesatzung von 14 Crew-Mitgliedern komfortabel untergebracht war. Dafür gab es sechs Rohr-Kojen über der Segellast im Vorschiff, vier Kojen in zwei Doppelkabinen mittschiffs, zwei Kojen in einer Doppelkabine im Achterschiff plus einer Koje in einer Einzelkabine im Achterschiff und einer Koje am Navigationsplatz. Während eines Segelrennens bestand die Crew aus 10–11 Mann und die klappbaren Rohr-Kojen im Vorschiff wurden zum Verstauen der Regattasegel genutzt.

### Kombüse
Die U-förmige Kombüse hatte einen Kühlschrank und einen Tiefkühler, die von einem 2-PS-Kompressor gekühlt wurde. Dieser wurde von der Hauptmaschine über einen Keilriemen und eine elektromagnetische Verbindung angetrieben. Das Essen wurde auf einem 2-flammigen Gasherd mit Backofen und Grill von Huisman zubereitet. Ergänzend dazu gab es einen kardanisch aufgehängten 1-flammigen mit Alkohol betriebenen Herd zur schnellen Zubereitung von Snacks. Die Frischwasser-Kapazität beträgt 1500 Liter (400 Gallonen) in Tanks unter dem Kajüte-Boden.

### Komfort und Sicherheit
Die Aspekte Zuverlässigkeit, Komfort und Sicherheit kommen dabei nicht zu kurz. Gerard Dijkstra, Navigator an Bord der „Flyer“, sagte: „Ich habe das Gefühl, dass die Gesundheit und der Komfort der Crew während eines langen Rennens den Unterschied zwischen Sieg und Niederlage ausmachen können. (…) ‚Flyer‘ ist kein extremes Boot, sondern ein guter Kompromiss an allen Punkten des Segelns.“
Das Boot bleibt im Inneren trocken und die Isolierung auf Schaumstoffbasis hilft, die Kondensation zu begrenzen. Die Kojen sind nicht nass, da sie in kleinen Kabinen geschützt sind. Eine Heizung wird zum Trocknen von Kleidung verwendet. Die Segelkleidung hat eine isolierende Schaumstoffschicht, die auch für Auftriebsfähigkeit sorgt.
Was das Essen betrifft, so war ein französischer Koch an Bord, der in der Kombüse wirkte und die Mahlzeiten zu festgelegten Zeiten servierte, unabhängig von den Wetterbedingungen. Das Essen basierte auf gefrorenem Fleisch, getrockneten Produkten und Sandwichbrot, ergänzt durch die Versorgung mit frischen Produkten während der Zwischenstopps.

### Maschine
Flyer hat eine Antriebsmaschine von Volvo Penta mit der Typ-Bezeichnung MD32A. Es ist ein 6-Zylinder-Dieselmotor mit einer Leistung von 75 PS, der einen 50 × 35 cm großen Faltpropeller antreibt. Unter dem Kajüte-Boden sind in mehreren integrierten Aluminium-Tanks insgesamt 1136 Liter (300 Gallonen) Dieselkraftstoff gebunkert.

### Vorbereitung und Feinabstimmung
Flyer lief im März 1977 vom Stapel und segelte über den Atlantik. Es wurden Optimierungen vorgenommen, wie z. B. die Hinzufügung eines stärkeren Großbaums. Ein Teil der Innenausstattung wurde für die Lagerung der Segel entfernt. Die Yacht nahm dann im Sommer 1977 beim Fastnet Race teil und war bereit für den Start des „Round the World Race“ im September 1977.

## Flyer-Mannschaft des Whitbread Round the World Race 1977–78
- Cornelis van Rietschoten –Eigner/Skipper[2]
- Gerard (Gerry) Dijkstra – Navigator/Wachführer
- Aedgard Koekebakker – Wachführer
- John Anderson
- Bruce Ashwood
- Bert Dykema – Schiffsarzt
- Adrian Ford – Segelmacher
- Billy Johnson
- Marcel Laurin – Koch
- Chris Moselen
- Ari Steinberg
- Rod White
- Hugh Wilson – Bootsbauer

## Schiffsnamen
- Der Name „Flyer“ ist eine humorvolle Anspielung auf die Sage des Fliegenden Holländers.
- Der Name „Alaska Eagle“ wurde von dem amerikanischen Geschäftsmann Neil Bergt gewählt, der Eigentümer einer Fluggesellschaft in Anchorage, Alaska, war.

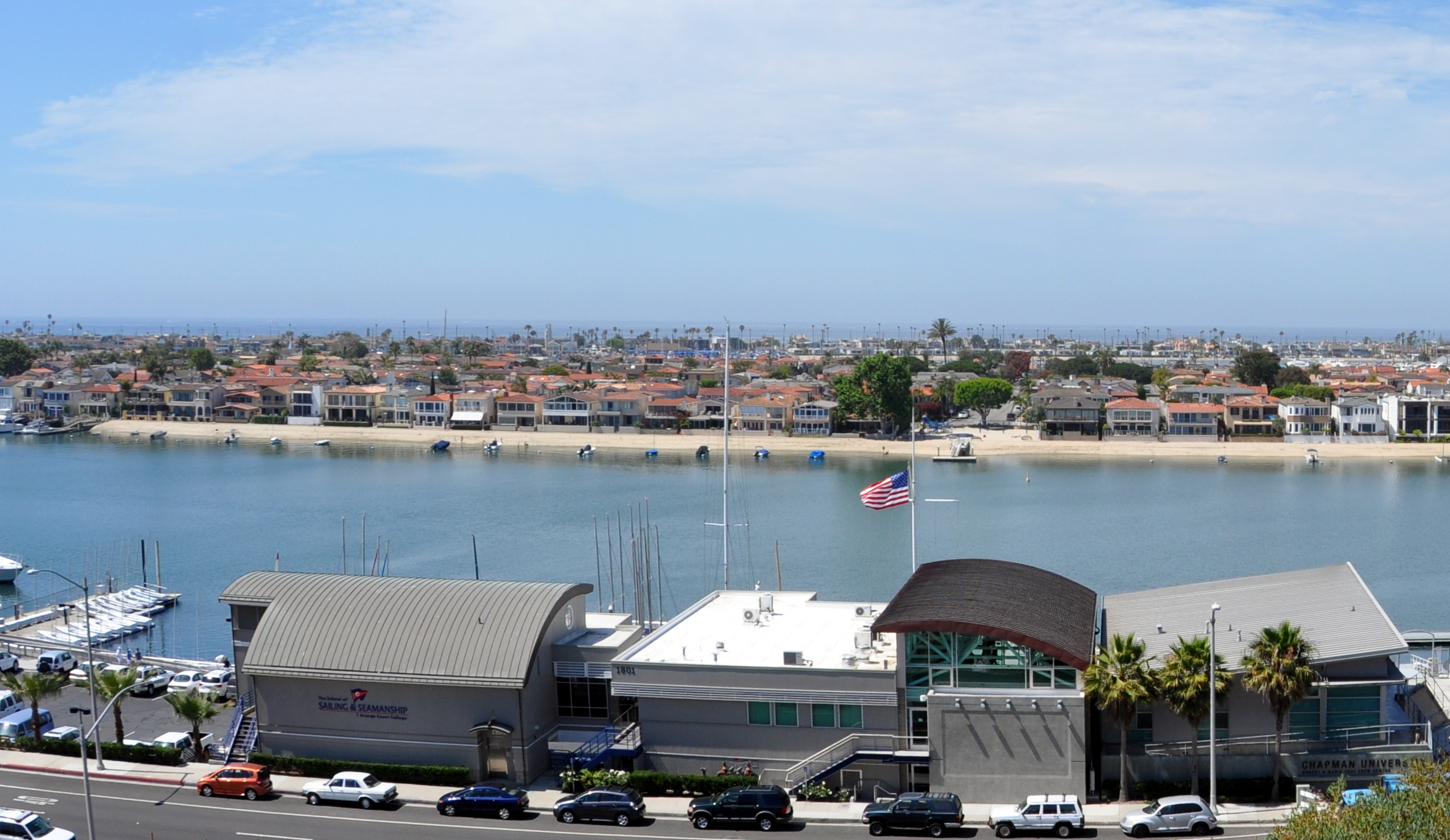
Die Segelschule des Orange Coast College of Seamanship in Newport Beach, Kalifornien, wo die „Alaska Eagle“ 30 Jahre lang das hochseetüchtige Segelausbildungsschiff war.

## Geschichte der Yacht nach den beiden Whitbread-Teilnahmen
- 1983–2013: Orange Coast College of Seamanship: Nach der Whitbread von 1981 bis 1982 spendete Eigner und Skipper Neil Bergt das Boot an das Orange Coast College of Seamanship, eine Segel-Schule in Newport Beach, Orange County (Kalifornien). Die Yacht segelte dreißig Jahre lang als hochseetüchtiges Segelschiff in der Segelerausbildung mehrere tausend Meilen im Pazifischen Ozean unter dem Kommando des Skipper-Ehepaares Rich und Sheri Crowe. Im Jahr 1999 nahm sie an der Sydney-Hobart-Regatta teil, wo sie den 5. Platz in der Klasse PHS belegte.[3] Sie war ein Begleitboot auf mehreren transpazifischen Regatten zwischen Los Angeles und Honolulu. Im Jahr 2011 ging das Skipper-Ehepaar der Segel-Schule in den Ruhestand und das Boot stand zum Verkauf.

- 2014: Die Stiftung „Revival The Flyer“: Zur gleichen Zeit riefen niederländische Segler, darunter der Eigner der King’s Legend, die Stiftung „Revival The Flyer“ ins Leben, mit dem Ziel, Flyer zurück in die Niederlande zu bringen. Sie kauften das Boot und die „Alaska Eagle“ verließ die Vereinigten Staaten mit einem Frachtschiff. Die Yacht wurde auf der Bauwerft Royal Huisman renoviert und in den Urzustand von 1977 versetzt. Sie wurde 2014 wieder in Flyer umbenannt und segelt in den Niederlanden und an den Küsten Europas für die Stiftung als ein seglerisches Vermächtnis der Niederlande.

## Regatta-Erfolge
- 1977–1978 erster Gesamt-Platz als Flyer im zweiten Whitbread Round the World Race 1977–1978 (heute: The Ocean Race) unter ihrem Eigner und Skipper Conny van Rietschoten[2]
- 1980 erster Platz beim Nedlloyd Specerijen Race, als Flying Wilma mit Skipper Gerard Dijkstra
- 1981–1982 neunter Gesamt-Platz als Alaska Eagle im dritten Whitbread Round the World Race 1981–1982 mit Skipper Skip Novak und Neil Bergt
- 1999 fünfter Platz Sydney-Hobart-Regatta, Klasse PHS als Alaska Eagle[3]
- 2018 erster Platz als Alaska Eagle beim Legends Race